# 斯托夫皮夫
50°5′5″N 28°1′23″E / 50.08472°N 28.02306°E
斯托夫皮夫（烏克蘭語：Стовпів），是烏克蘭北部的村莊，隸屬日托米爾州的日托米爾區。該村面積2.63平方公里，海拔高度256米，2001年人口791，人口密度每平方公里301.1人。